# Guernseypond
Het pond is de munteenheid van Guernsey. Eén pond is honderd pence. Het pond is 1:1 gekoppeld aan het Britse pond sterling. Er bestaat geen ISO 4217-code voor het Guernseypond, maar als er een code nodig is wordt de code GGP gebruikt.
De volgende munten worden gebruikt: 1, 2, 5, 10, 20 en 50 pence en 1 en 2 pond. Het papiergeld is beschikbaar in 1, 5, 10, 20 en 50 pond.
Hoewel de waarde exact gelijk is, wordt er wel commissie verlangd bij het wisselen van het Guernseypond in het Britse pond.